# Dar El Barka
Dar El Barka è uno dei quattro comuni del dipartimento di Boghé, situato nella regione di Brakna in Mauritania. Contava 12.353 abitanti nel censimento della popolazione del 2000.